# Трилистник
Трили́стник (болг. Трилистник) — село в Пловдивській області Болгарії. Входить до складу общини Мариця.

## Населення
За даними перепису населення 2011 року у селі проживали 865 осіб.
Національний склад населення села:
| Національність   | Кількість осіб | Відсоток |
| ---------------- | -------------- | -------- |
| болгари          | 621            | 72,5%    |
| цигани           | 143            | 16,7%    |
| не визначились   | 46             | 5,4%     |
| Всього відповіли | 857            |          |

Розподіл населення за віком у 2011 році:
Динаміка населення: